# Von der Liebe und anderen Dämonen
Von der Liebe und anderen Dämonen (span. Del amor y otros demonios) ist ein Roman des kolumbianischen Literatur-Nobelpreisträgers Gabriel García Márquez aus dem Jahr 1994.
In der zweiten Hälfte des 18. Jahrhunderts verliebt sich der 36-jährige Bibliothekar Pater Cayetano Delaura unglücklich in die 12-jährige Sierva María. Der Pater ist vom Bischof der Diözese Cartagena de Indias aus dem Vizekönigreich Neugranada als Exorzist gegen den Teufel in dem Mädchen bestimmt.

## Handlung
In Cartagena wird Sierva María, die zwölfjährige Tochter des Marqués de Casalduero, auf dem Markt von einem tollwütigen Hund in den linken Knöchel gebissen. Der Arzt, den der besorgte Vater konsultiert, gibt das Kind auf. Es solle zu Hause sterben. Als Medizin empfiehlt er eine Glückstherapie. Dem Mädchen soll alles gegeben werden, was es glücklich machen könnte. Das ist eine schwierige Aufgabe für die Eltern, denn deren Ehe ist tief zerrüttet.
Die erste Ehe des Vaters – das ist der Marqués von Casalduero, ein Kreole – war kinderlos geblieben. Nachdem seine Frau tödlich verunglückt war, hatte sich die Mestizin Bernarda Cabrera an den 29 Jahre älteren Witwer herangemacht, war bald schwanger und von ihm anstandshalber geheiratet worden. Ihr einziges Kind Sierva María hatte Bernarda Cabrera nie geliebt, es vielmehr den schwarzen Sklavinnen im Hause des Marqués von Casalduero übergeben und sich lieber ausgiebig und lang andauernd außerehelich vergnügt. Sierva María hatte so in Kinderjahren Yoruba fließend sprechen gelernt und bekam von den Sklaven den Namen María Mandinga . Sierva María kann sechs Dämonen aufzählen. Wenn einer davon ihr erscheint, kann der sich zwar nicht artikulieren, aber Sierva María versteht das Gemeinte aus seinem Mienenspiel. Die Mutter, Anzeichen dämonischer Besessenheit bei der verhassten Tochter bemerkend, hatte sich – zitternd vor Sierva María und ihrer „afrikanischen Hexerei“ – aus dem Hause entfernt. Erst kurz vor dem oben genannten Hundebiss war sie verwahrlost und schwer erkrankt aus der Zuckermühle von Mahates zurückgekehrt. Bernarda Cabrera ist hin- und hergerissen. Einerseits hasst sie die Tochter und andererseits bangt sie um ihr Leben.
Der Marqués zieht andere Ärzte zu Rate. Die erweisen sich als Pfuscher und quälen Sierva María, die keinerlei Symptome der Tollwut zeigt, mit ihren Behandlungen. Die Schreie des Mädchens erregen öffentliches Ärgernis. Der Bischof von Cartagena bestellt den Vater zu sich. Zwar macht auch der Geistliche dem Marqués – das Weiterleben der Tochter betreffend – keine Hoffnung, doch ihre Seele wolle er schon retten. Der Marqués von Casalduero stimmt der Einweisung Sierva Marías in das Klarissinnenkloster Santa Clara von Cartagena zu und liefert sein Kind damit den gnadenlosen Praktiken des Exorzismus aus. Das Mädchen wird in eine Zelle gesperrt, in deren Nachbarschaft die Nonnenmörderin Martina Laborde lebenslang sitzt. Ärzte, die im Gefolge des visitierenden Vizekönigs im Kloster eintreffen, attestieren, Sierva María habe keine Tollwut.
Obwohl der Pater Cayetano Delaura kein Exorzist ist, wird er vom Bischof mit dem Fall betraut. Cayetano Delaura betritt die Zelle, versorgt die Wunden der „tobsüchtigen“ Sierva María und meint hernach seinem Bischof gegenüber, das Mädchen sei nicht vom Teufel besessen. Weil der Bischof und die Äbtissin des Klosters aufgrund der „Beweise“ völlig anderer Ansicht sind, muss Cayetano Delaura wieder hin. Er verliebt sich in Sierva María. Als der Pater dem Bischof seine Sünde beichtet, übernimmt letzterer, das Heilige Offizium im Nacken, den Exorzismus selbst. Cayetano Delaura muss zur Strafe als Pfleger Leprakranker ins Hospital Amor de Dios. Trotz Bemühen um Ansteckung bleibt er gesund. Der Pater denkt tags nur noch an Sierva Marías Haltung und an ihre lichte Ausstrahlung. Abends verschwindet er regelmäßig aus dem Hospital, verschafft sich Zugang zu Sierva Marías Zelle, verbringt die Nacht mit ihr und kehrt in der zeitigen Frühe in das Hospital zurück. Die Liebe wird schließlich erwidert.
Die Mörderin Martina Laborde flieht. Nachdem ihr Fluchtweg entdeckt ist, wird der geheime Zugang zum Klosterinneren vermauert. Cayetano Delaura vergisst alle Vorsicht, wird beim neuerlichen Betreten des Klosters entdeckt und der Inquisition übergeben. Zur Strafe muss er jahrelang weiter Leprakranke pflegen. Er sieht die Geliebte nicht mehr. Geschwächt von den Torturen, stirbt Sierva María kurz vor der sechsten Exorzismussitzung „vor Liebe“ „mit strahlenden Augen“.

## Form und Interpretation
Das Thema des schmalen Romans – die Liebe zwischen Mann und Frau – wird mit ungeheurer Wucht vorgetragen. Den fünf Romankapiteln ist ein Wort des Autors vorangestellt. Am 26. Oktober 1949 sei García Márquez als junger Journalist in Cartagena bei der Freilegung der Gebeine von Sierva María im oben genannten Kloster Santa Clara zugegen gewesen. In dem kleinen Vorwort beschwört der Autor eines seiner großen Bilder herauf: „das Wunder der Haarflut“. Der Kopf von Sierva María war an ihrem Todestag kahlgeschoren worden. Das Haar war in den zweihundert Jahren in der Grabkammer reichlich zweiundzwanzig Meter lang gewachsen. Der „Haarmähne ... wie [der] Schleppe einer Königin“ begegnet der Leser im Text wieder. Das Element der zweifachen Wiederholung wird auch in dem Trauben-pflücke-Traum eingesetzt: Sobald Sierva María die letzte Beere pflückt und isst, muss sie sterben. Die Sequenz ist raffiniert gebaut. Die Liebenden träumen – jeder für sich, aber passend zur Romankonstruktion – denselben Traum.
Durch das ganz neue Erlebnis Liebe wird der Pater ein neuer Mensch. Bei der Darstellung der Liebesbeziehung liegt das Gewicht mehr auf Cayetano Delaura und weniger auf Sierva María. Diese Gewichtsverteilung erscheint gerechtfertigt, denn dem Pater kam – auch laut Romantitel – die Liebe zwischen Mann und Frau bisher dämonisch vor.

## Mediale Adaptionen
- Die Oper „Love and Other Demons“[8] von Péter Eötvös wurde am 10. August 2008 unter Wladimir Jurowski nach dem Libretto von Kornél Hamvai in der Glyndebourne Festival Opera uraufgeführt. Allison Bell sang die Sierva María und Nathan Gunn[9] den Cayetano Delaura.
- Am 26. März 2010 hatte der gleichnamige kolumbianische Film von Hilda Hidalgo Premiere. Eliza Triana spielte die Sierva María, Pablo Derqui den Cayetano Delaura, Joaquín Climent den Marqués von Casalduero und Margarita Rosa de Francisco die Bernarda Cabrera.

### Textausgaben
Verwendete Ausgabe
- Von der Liebe und anderen Dämonen. Roman. Aus dem Spanischen von Dagmar Ploetz. Bertelsmann Club GmbH (Lizenzgeber Kiepenheuer & Witsch, Köln 1994, ISBN 3-462-02360-8), ohne ISBN

### Sekundärliteratur
- Dasso Saldívar: Reise zum Ursprung. Eine Biographie über Gabriel García Márquez. Aus dem Spanischen von Vera Gerling, Ruth Wucherpfennig, Barbara Romeiser und Merle Godde. Kiepenheuer & Witsch, Köln 1998, ISBN 3-462-02751-4